# Quellentempel (Kyselka)

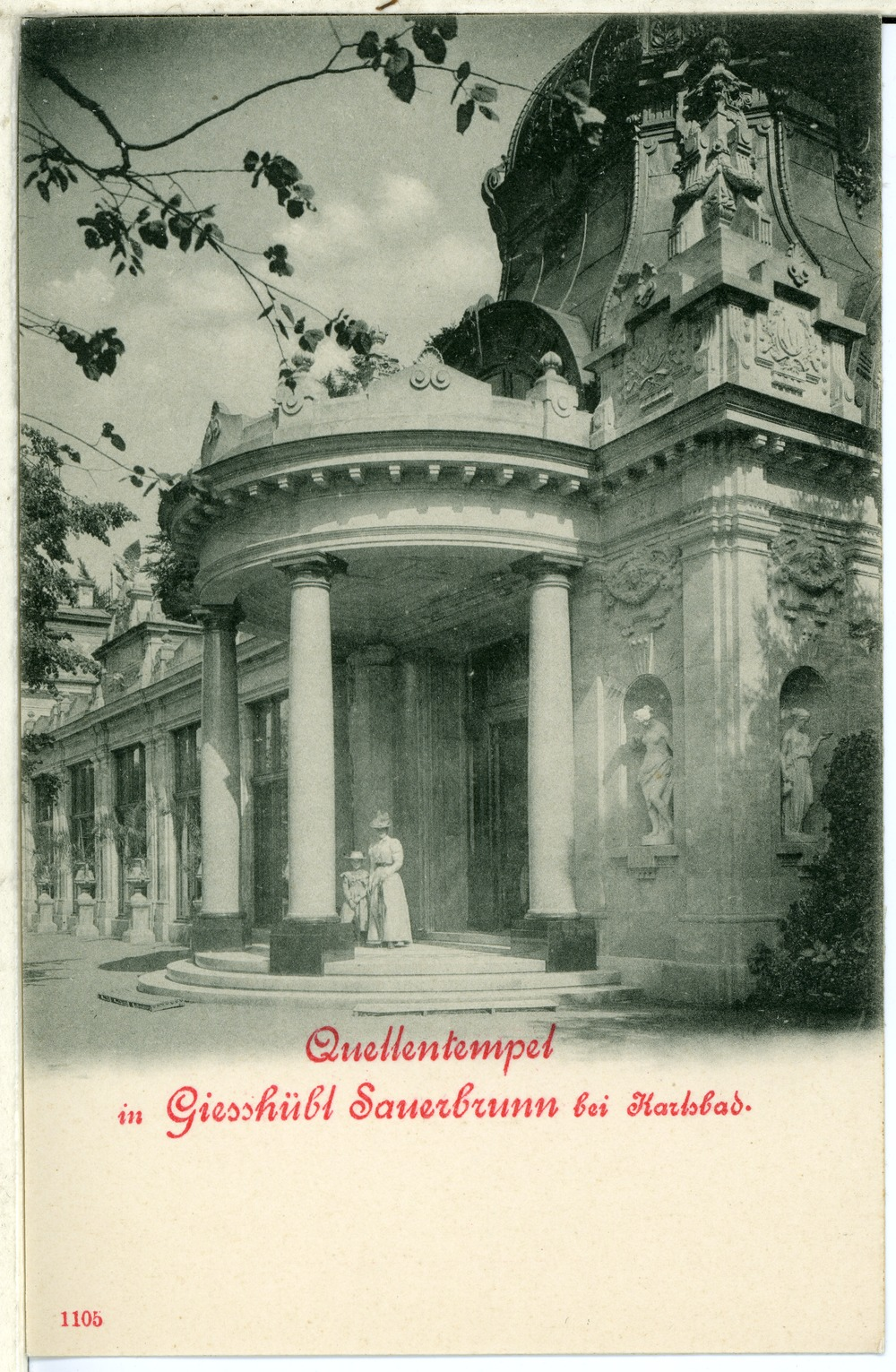
Quellentempel, 1899

Der Quellentempel, auch (Neues) Quellenhaus genannt, in Kyselka (deutsch Gießhübl-Sauerbrunn) bei Karlsbad gehört zu den früheren Kuranlagen des ehemaligen Kurortes und wurde im ausgehenden 19. Jahrhundert an der Stelle eines Vorgängerbaues errichtet. Das Gebäude steht unter Denkmalschutz, und mit seiner dringend notwendigen Restaurierung wurde begonnen.

## Geschichte

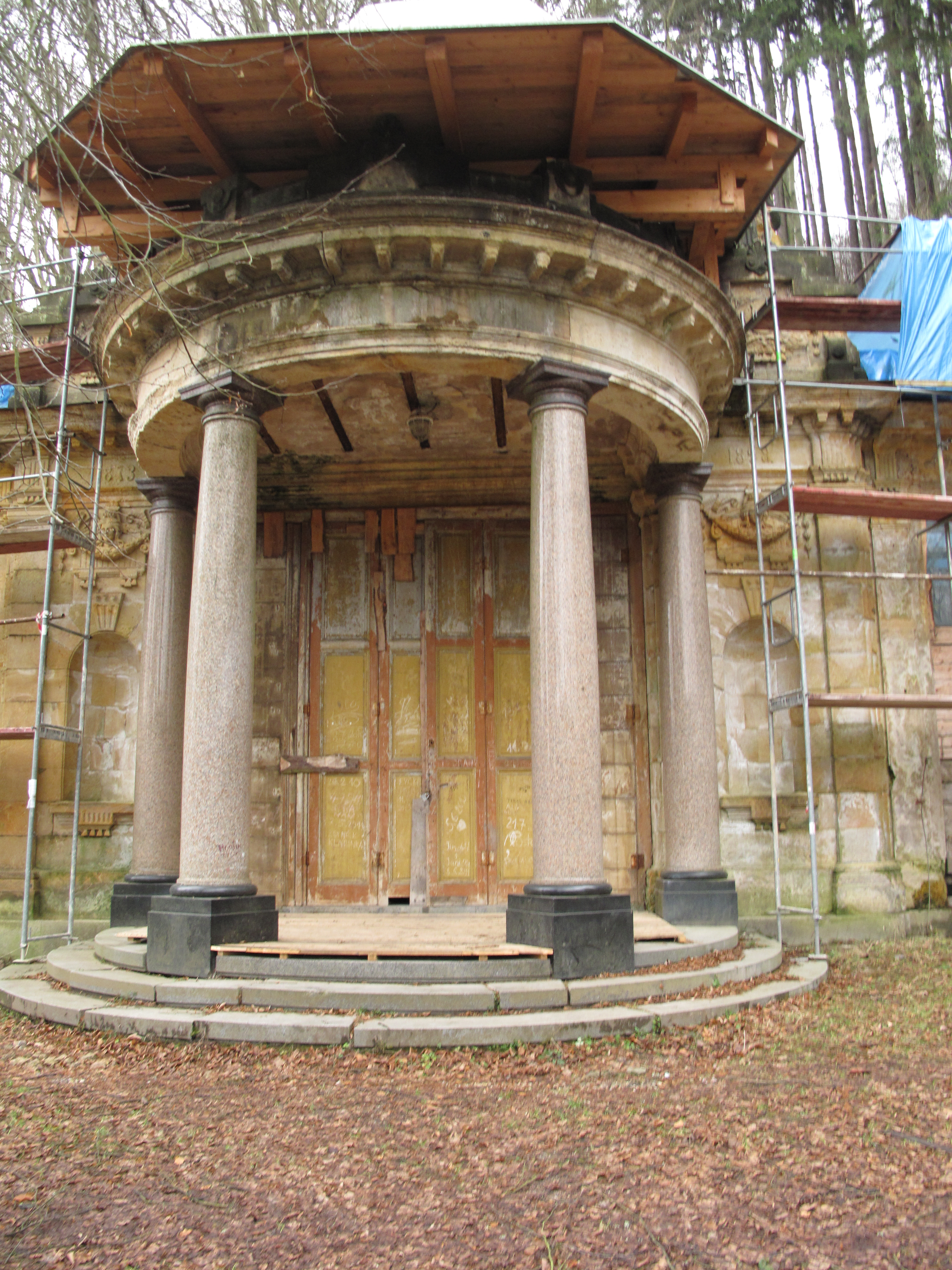
Eingang zum Quellentempel, 2015

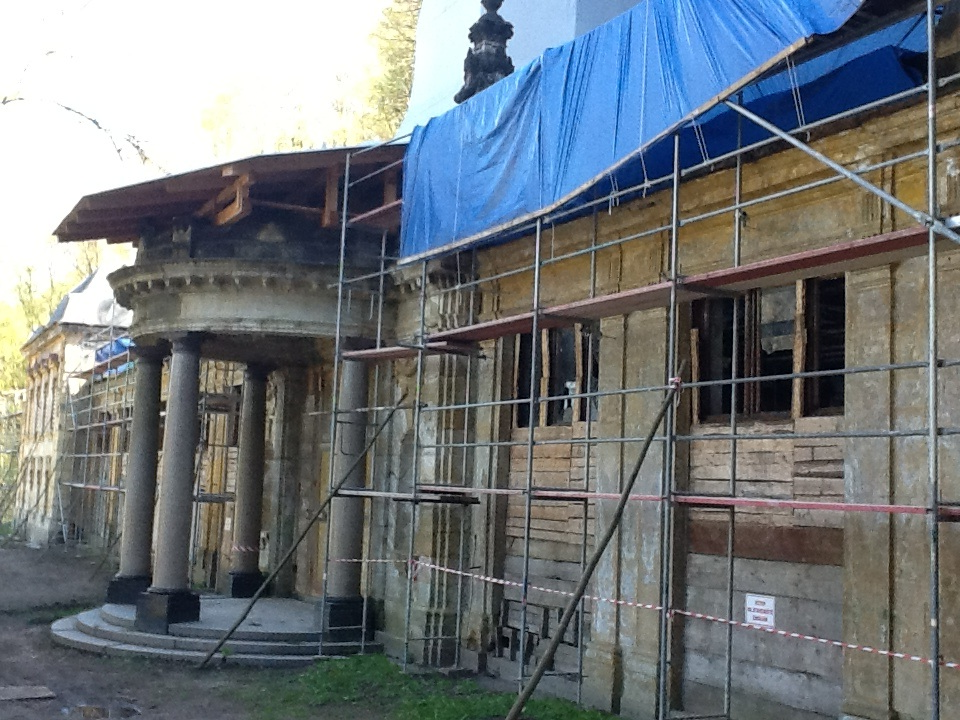
Quellentempel und frühere Füllstation (rechts), 2014

Bereits im Spätmittelalter war der Buchsäuerling oder Rodisforter Sauerbrunn im Egertal unterhalb der heutigen Buchkoppe zwischen Karlsbad und Rodisfort bekannt, nach der sie ihren Namen erhielt. Aus dieser Quelle wurde im 18. Jahrhundert Wasser in Tongefäßen versandt, Ende desselben Jahrhunderts sollen es jährlich 500.000 Tonkrüge gewesen sein.
Seit 1852 wurde sie König-Otto-Quelle genannt und war bis zum Ende des 19. Jahrhunderts lediglich mit einem, im Jahre 1853 errichteten Brunnentempel mit einer, auf 14 Granitsäulen ruhenden klassizistischen Wandelhalle überbaut, in deren Mitte ein Brustbild des Königs Otto von Griechenland angebracht war. Die Firma Heinrich Mattoni schrieb bis zum 30. April 1897 einen öffentlichen Wettbewerb zum Bau eines Quellentempels in Form eines Pavillons an dieser Stelle aus. Es wurden insgesamt 23 Entwürfe von verschiedenen Architekten eingereicht, doch davon konnte keiner den ersten Platz belegen, sondern es wurden von der Firma Heinrich Mattoni zwei zweite Preise zu jeweils 900 Kronen vergeben. Die Preise erhielten Theodor Schreier und E. Lindner aus Wien sowie A. H. Pecha, ebenfalls aus Wien. Im darauffolgenden Jahr wurde die alte hölzerne Kolonnadenhalle abgerissen und an gleicher Stelle unter Anleitung des österreichischen Architekten Karl Haybäck (1861–1926) der Quellentempel in aufwändiger Gestaltung unter Verwendung von reichlich Marmor errichtet. Die Innenausstattung soll von dem von Anton Detoma gegründeten Kunstmarmorierer- und Stuckateurbetrieb gestaltet worden sein. Die offizielle Einweihung des Quellentempels fand mit Eröffnung der Kursaison am 1. Mai 1900 statt. Im Tempel befand sich unter einem Glasdeckel die neugefasste König-Otto-Quelle. Im Inneren befand sich u. a. eine Marmortafel mit dem Spruch DER HERRLICHEN QUELLE GEWIDMET VON HEINRICH EDLER VON MATTONI ANNO DOMINI 1898. 1911 wurde in südwestliche Richtung an den Quellentempel noch eine Füllhalle in ähnlicher Gestaltung angebaut.
Am Hallenvorbau wurden die beiden, für die Entwicklung des Kurortes wichtigen Jahreszahlen 1873 und 1893 angebracht.